# La Unión Ejido Mexcaltepec
La Unión Ejido Mexcaltepec är en ort i Mexiko.   Den ligger i kommunen Ixtacamaxtitlán och delstaten Puebla, i den sydöstra delen av landet, 150 km öster om huvudstaden Mexico City. La Unión Ejido Mexcaltepec ligger 2 510 meter över havet och antalet invånare är 1 295.
Terrängen runt La Unión Ejido Mexcaltepec är lite bergig, och sluttar norrut. Runt La Unión Ejido Mexcaltepec är det ganska glesbefolkat, med 36 invånare per kvadratkilometer. Närmaste större samhälle är Libres, 16,0 km söder om La Unión Ejido Mexcaltepec. I omgivningarna runt La Unión Ejido Mexcaltepec växer huvudsakligen savannskog.